# Semonte
Semonte è una frazione del comune di Gubbio (PG).

## Geografia fisica
La frazione si estende per circa 5,4 km². È compresa fra un'altitudine massima di 960 metri s.l.m della cima del monte ed una minima di 422 metri s.l.m. ed è caratterizzata da un paesaggio vario, che va dalla fascia montuosa e collinare a quella pedemontana e pianeggiante. La sommità del monte è caratterizzata da una grande distesa verde detta "prati di Petazzano" che si estendono fino alle vicine frazioni di Casamorcia e Monteleto. Tra il Monte di Semonte e quello di Casamorcia, si trova "Il Troscione" un laghetto artificiale alimentato dalle piogge dove si abbevera spesso il bestiame, ma anche la fauna selvatica del posto.

## Storia
L'origine del nome è incerto: alcuni lo fanno derivare dal latino "sub monte", cioè sotto il monte, altri invece, associano il prefisso "Se" alla parte iniziale di "secus" che dà al nome il senso di "a mezzo monte". La presenza della sorgente di Suelle ha favorito, nei secoli passati, la nascita e l'espansione del villaggio. Già in età medioevale ne troviamo menzione tra i volumi delle Riformanze del Comune di Gubbio anche se la sorgente ha origini molto più remote nel tempo. I Prati di Petazzano, anticamente erano coltivati dai contadini del posto e ne abbiamo le prove derivanti da varie strutture abbandonate, resti di gruppetti di sassi, che probabilmente indicavano i confini. Ad oggi i Prati sono usati come pascoli per bovini e equini.
Alcuni scavi archeologici, tenutisi nel dicembre 2010 per via della realizzazione della nuova statale Pian d'Assino, hanno svelato resti di abitazioni romane ed il ritrovamento di parti di mura e resti di vasi di coccio che risalirebbero al periodo romanico.

## Economia
In questa frazione si trova una delle due cementerie di Gubbio: la Cementerie Aldo Barbetti, costruita nel 1956 e la cui produzione inizia l'8 agosto 1957. Varie aziende nel corso degli anni si sono insediate con le loro attività, tra le tante, di recente realizzazione, è presente uno dei vigneti e la cantina dell' Azienda Agraria Semonte.
Attività commerciale "storica" è il negozio di generi alimentari ed elettrodomestici, della famiglia Pierucci "Mazzettini".

## Società
Nel 1982, un gruppo di persone animato di disponibilità e sensibilità, con costante assiduità mette al servizio degli altri capacità professionali ed organizzative al fine di migliorare il modo di essere della comunità fondando l'Associazione Semonte. Il Presidente in carica è Vincenzo Barbi, eletto nei primi mesi del 2023.

## Luoghi d'interesse
- Chiesa parrocchiale di San Venanzio, con il nuovo campanile costruito tra la fine dello scorso secolo e i primi anni 2000, su idea del parroco Don Armando Minelli. La chiesa, dopo 10 anni di chiusura a causa dei danni causati dai movimenti tellurici del dicembre 2013, è stata ricostruita ed inaugurata nel novembre 2023.
- Fonti del Corso
- Fontana del Pellegrino, installata nel giugno 2013, come dono della comunità ed in particolare del "Rione Piano", organizzatore della Festa Patronale di quell'anno.
- Cammino di Assisi
- Via di Francesco
- Parco "La Macchietta", avente un'estensione di circa un ettaro, provvisto di panchine, giochi per bambini e spazi per trascorrere momenti in tranquillità.
- Croce di vetta, innalzata nel 1991 dalla comunità, poi andata distrutta, a causa del forte vento e dell'usura nel Novembre del 2022 a seguito di una tempesta. Nel luglio 2023, grazie alla volontà di alcuni parrocchiani, è stata ricollocata la nuova Croce, costruita da Marco Damiani.

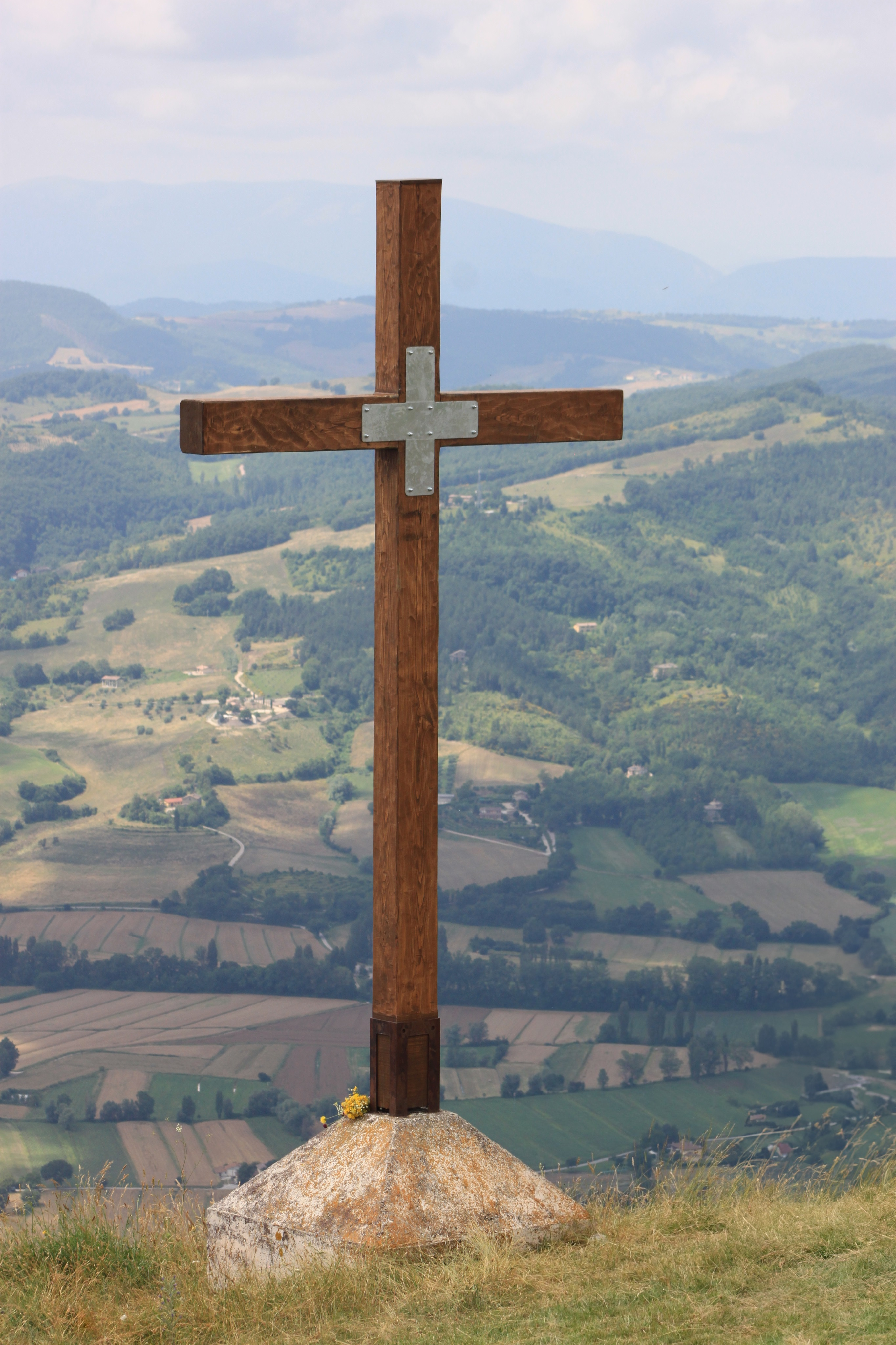
La nuova croce installata nel luglio del 2023

La frazione, è attraversata ogni anno da migliaia di pellegrini che percorrono il Sentiero Francescano, il cammino che da La Verna porta ad Assisi. 
Per quanto riguarda il "camminare", è possibile farlo sui Prati di Petazzano dove ci si può arrivare sia a piedi che con una moto da enduro, passando per diversi sentieri tra i quali il nr. 270 segnato dal CAI; il percorso più caratteristico è quello detto "sentiero de Miarla", vecchio nome sostituito oggi da " Sentiero dell'Anita de Suelle", il quale transita per le fonti di Suelle, fino ad arrivare alla Croce di Semonte.

## Manifestazioni
- Festa di San Venanzio, seconda settimana di giugno.
- Motoincontro Freemotorcycles Archiviato il 27 aprile 2018 in Internet Archive., ultima domenica di maggio.
- Gara di pesca Bar Semonte Fish.

## Sport
- Associazione Semonte Calcio
- Pattinaggio Artistico Semonte "Luigi Minelli"

### Impianti sportivi
- Palestra polivalente - C.V.A. Ylenia Cernicchi
- Campo sportivo (calcio)
- Campo di Calcetto